# Kriminalitätsrückgang
Der Kriminalitätsrückgang (engl. crime drop oder crime decline) ist eine Theorie in der Kriminologie und ein Phänomen in der Kriminalitätsstatistik. Er beschreibt die Abnahme statistisch erfasster Straftaten in einigen Staaten.
Beobachtungs- und Forschungsgegenstand in der westlichen Welt sind zwei unterschiedliche zeitliche Phasen: Ein kürzerer Zeitraum von den frühen 1990er-Jahren bis zur Gegenwart und ein längerer vom Mittelalter bis zur Gegenwart. Die längerfristige Betrachtung wurde von den späten 1950er- bis Anfang der 1990er-Jahre von einem großen Anstieg der Kriminalität unterbrochen.
Seit Beginn des 21. Jahrhunderts wird in Europa, Asien und einigen weiteren außereuropäischen, meist englischsprachigen Staaten vor allem ein Rückgang der Gewaltkriminalität beobachtet. Die statistische Entwicklung weicht jedoch von der öffentlichen Wahrnehmung oft ab.
Zumindest seit den 1960er-Jahren stieg in den westlichen Staaten die Anzeigebereitschaft zunächst an. Verhalten, das früher als inakzeptabel betrachtet und eher zivilrechtlich verfolgt wurde, wird zunehmend der Polizei gemeldet. Vor diesem Hintergrund erscheint der Kriminalitätsanstieg bis in die 1990er zu hoch und der Rückgang seither zu gering. Zudem haben sich sowohl das Strafrecht als auch die Methoden der statistischen Erfassung verändert.
In einigen Bereichen lässt sich jedoch eine Zunahme beobachten: Dies gilt vor allem in neuerer Zeit für die Internetkriminalität und die Drogenkriminalität. Eine zunehmende Sensibilität hat sich außerdem im Bereich des Sexualstrafrechts ergeben.
Auch wenn es bisher keine allgemein anerkannte Erklärung für den beobachteten Kriminalitätsrückgang gibt, wird von vielen Kriminologen der allgemeine Zivilisationsprozess als Ursache vermutet.
Die zunehmende gegenseitige Abhängigkeit einerseits und die Ausweitung des Staates mit erstarkten Institutionen wie Schule, Familie, Kirche und Bürokratie würden den individuellen Charakter der Menschen verändern, was zu einer zunehmenden Verhaltenskontrolle und Sensibilität führe.

## Öffentliche Wahrnehmung
Sinkende Kriminalitätsraten sind eigentlich eine gute Nachricht. Sie führen zu weniger Opfern und weniger Arbeit für die Politik. Trotzdem ist diese Entwicklung in der Öffentlichkeit bisher eher unbekannt, was manche Experten wundert. In den Massenmedien spielt das Phänomen eines Kriminalitätsrückgangs praktisch keine Rolle. Steven Pinker führt das auf die Fokussierung der Medien auf negative Darstellungen zurück. Er meint:

„Noch nie hat eine Reporterin in die Kamera gesagt: „Ich berichte live aus einem Land, in dem kein Krieg ausgebrochen ist“ – oder aus einer Stadt, in der kein Sprengsatz gezündet wurde, oder aus einer Schule, in der es keinen Amoklauf gab.“

Ob ein Thema in den Medien bearbeitet wird, hängt vom Nachrichtenwert ab. Dieser wird wiederum von den Aufmerksamkeitsfiltern der Kundschaft bestimmt. Langsame Verbesserungen ziehen keine Aufmerksamkeit auf sich, angsterzeugende Nachrichten jedoch sehr.
Durchschnittliche Bürger bewerten ihren von unmittelbarer Erfahrung geprägten Nahbereich zwar als sicher. Werden sie jedoch zur Situation ihres Landes oder der Welt befragt, sehen sie viele Krisen und äußern sich pessimistisch. So zeigte eine Umfrage, dass US-Bürger die seit 1992 fallenden Kriminalitätsraten nicht wahrnahmen und fast in jedem Jahr steigende Raten annahmen.
Rafael Behr, Professor für Polizeiwissenschaften, meint, es gäbe Interessengruppen, die etwas davon haben, zu sagen, dass die Gewalt steige. Insbesondere konservative Sicherheitspolitiker suchten Gründe, um in die Polizei zu investieren, weil sie damit in Anspruch nehmen könnten, sie seien „die, die für Sicherheit sorgen“.

## Tötungsdelikte als Vergleichswert
Wegen der vergleichsweisen Eindeutigkeit und geringen Dunkelziffer eignen sich Häufigkeitszahlen von Morden gut, um Kriminalität über lange Zeiträume und über nationale beziehungsweise geographische Distanzen zu vergleichen. Mord wurde und wird praktisch universell verdammt und relativ einheitlich definiert. Statistiken zu Tötungsdelikten werden als relativ zuverlässig betrachtet, sowohl im historischen Kontext als auch im Vergleich zwischen Nationen. Als eine messbare und häufig verfügbare Größe sind Zahlen zu Tötungsdelikten ein begründeter Vergleichswert (Proxy) für Gewaltkriminalität und ein Indikator für Gewalt in einem Staat.

Langfristige Rate von Tötungsdelikten in Westeuropa

Um die noch verbleibenden Differenzen bei der Definition von Tötungsdelikten für statistische Zwecke zu überwinden, entwickelte das Büro der Vereinten Nationen für Drogen- und Verbrechensbekämpfung die internationale Klassifikation von Kriminalität für statistische Zwecke. Diese Definition eignet sich für ungesetzliche Tötungen sowohl in kriegerischen als auch in nicht-kriegerischen Situationen. Darin wird Mord als die „ungesetzliche Tötung einer Person mit der Absicht den Tod oder schwere Verletzungen herbeizuführen“ definiert.

### Rückgang seit dem Mittelalter in Westeuropa
Seit Anfang der 2000er-Jahre ist in der Kriminologie bekannt, dass es in Europa zumindest seit dem späten Mittelalter einen mehr oder weniger gleichmäßigen Rückgang der Häufigkeit von Morden gibt. Cambridge-Professor Manuel Eisner veröffentlichte 2003 eine entsprechende Studie.
Das Diagramm basiert im Wesentlichen auf Eisners Zahlen. Darüber hinaus wurden von Max Roser in Our World in Data Ergänzungen und Fortschreibungen vorgenommen.
Die Werte sind als Fallzahlen pro 100.000 Einwohner pro Jahr angegeben (Häufigkeitszahl). Es zeigt eine drastische Abnahme der Mord-Raten vom späten Mittelalter bis zur Gegenwart. Die Häufigkeit sank von 20 bis 70 Fällen pro 100.000 Einwohner und Jahr auf circa einen Fall.
Weitere Forschung kamen zum Schluss, dass ungefähr zwischen den Jahren 1200 und 1450 die Mordraten in Europa in Friedenszeiten durchschnittlich bei ca. 27 pro 100.00 Einwohner lagen. In den folgenden 500 Jahren, bis zum frühen 20sten Jahrhundert, gab es einen relativ ungebrochenen Rückgang mit einer Halbierung der Raten pro Jahrhundert, also einer Abnahme von 0,5 % pro Jahr.
In seinem Buch Gewalt: Eine neue Geschichte der Menschheit leistet Steven Pinker einen Beitrag zur Erforschung des Kriminalitätsrückgangs. Er führt darin die Arbeiten von Eisner und Roser durch Untersuchungen weiter in die Vergangenheit fort. Pinker ergänzt ins Altertum und bis zu Jäger-und-Sammler-Kulturen, wo er einen nochmals höheren Gewaltlevel als im Mittelalter ausmacht. Wegen unzureichender Daten, auf die Pinker viele Aussagen stützt, wurde er kritisiert. In diesem Buch, sowie in Aufklärung jetzt: Für Vernunft, Wissenschaft, Humanismus und Fortschritt. Eine Verteidigung (2018), und in Vorträgen verbreitete Pinker wissenschaftliche Erkenntnisse um einen Kriminalitäts- beziehungsweise Gewaltrückgang in der Öffentlichkeit.

### Anstieg von den späten 1950er- bis Anfang der 1990er-Jahre
Die meisten Kriminologen stimmen überein, dass es in der westlichen Welt einen Anstieg der Gewaltkriminalität wie Raub, Körperverletzung und Mord gab, der sich von den späten 1950er-Jahren beziehungsweise in manchen Staaten der frühen 1960er bis in die frühen 1990er hinzog. Für die Ursachen dieses Anstiegs gibt es vielfältige kriminologischer Erklärungen, die sich allerdings gegenseitig widersprechen. Mehrere Kriminalitätshistoriker meinen nun, dass es sich dabei um eine kleine Abweichung des seit Jahrhunderten anhaltenden Trends des Rückgangs handelt. Um die historische Perspektive zu verdeutlichen, verankert Manuel Eisner diese Periode in den Rückgang davor und danach.

### Rückgang seit Anfang der 1990er-Jahre

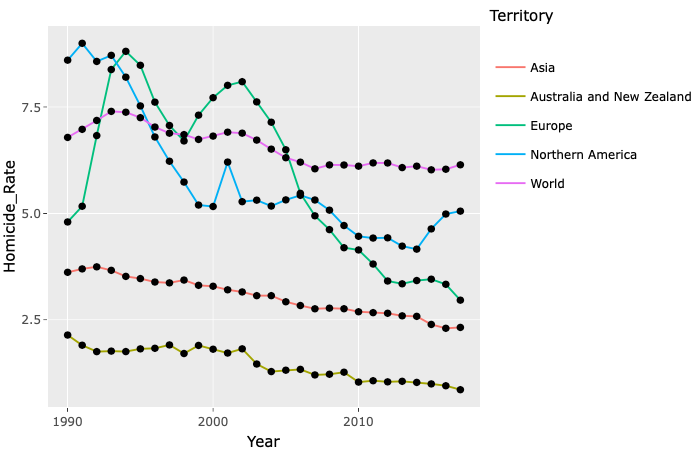
Trend der Tötungsraten von 1990 bis 2017 für: Asien, Australien und Neuseeland, Europa, Nordamerika, Welt

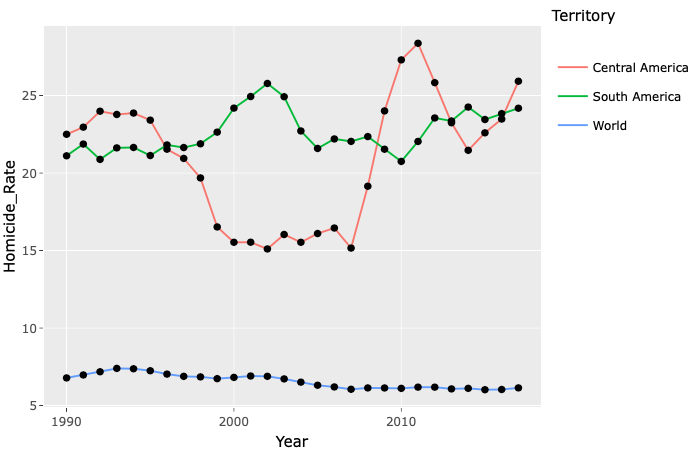
Zunehmende Tötungsraten der Regionen Mittel- und Südamerika. Untere Kurve: Welt

Das Büro der Vereinten Nationen für Drogen- und Verbrechensbekämpfung untersucht die internationale Kriminalitätsentwicklung anhand von Mord-Raten. Die Diagramme stammen von der 2019 herausgegebenen globalen Studie zu Tötungsdelikten.
Ein Rückgang lässt sich in folgenden Regionen beobachten: Europa, Nordamerika, Australien und Neuseeland, Asien. In Europa war der Rückgang am deutlichsten. Die Zahlen fielen hier um fast zwei Drittel von 8,8 Fällen pro 100.000 Einwohner (1994) auf 3 (2017).
Auf der Erde insgesamt gab es nur einen kleinen Rückgang von 7,4 (1993) auf 6 (2007). Seither stagnieren diese Werte. Das liegt daran, dass es auch Regionen mit einer Zunahme gab, die die Erfolge in den rückläufigen Regionen fast ausglichen. Zunahmen zumindest von Mordraten gab es in Mittel- und Südamerika, besonders in bestimmten Karibikstaaten. Spitzenreiter sind hier El Salvador mit 61,8 und Jamaika mit 57 Fällen pro 100.000 Einwohnern (2017).
Afrika und Ozeanien werden hier nicht aufgeführt, weil die verfügbaren Daten bruchstückhaft und unzuverlässig sind.

## Andere Delikte
Grundsätzlich ist zwischen Delikten zu unterscheiden, die nur nach einer Strafanzeige verfolgt werden, und solchen, die im öffentlichen Interesse des jeweiligen Staates aufgeklärt werden. Die Gründe für eine Nichtanzeige bei Straftat können sehr verschieden sein.
Es gibt umfassende Belege für eine parallele Entwicklung von Kriminalitätsraten in westlichen Staaten zwischen den 1960er- und 1990er-Jahren, mit gelegentlichen Verschiebungen in bestimmten Staaten. Die Raten erreichten ihren Höhepunkt in den 1990ern und fallen seither. Vermögensdelikte wie Einbruch und Diebstahl sind in allen westlichen Staaten seit den 1990ern gefallen. Dieser Rückgang setzte sich sogar durch die Rezession fort, die ab 2008 die meisten westlichen Staaten traf.
Dagegen stieg z. B. die Infektion von Rechnern mit Schadsoftware, die zum Identitätsdiebstahl dient (etwa der Ausspähung von Bankkontendaten), vom ersten zum zweiten Halbjahr 2008 um 800 Prozent.
Bei speziellen Delikten wie dem Taschendiebstahl gibt es auch Schwankungen, die deutlich vom Trend insgesamt abweichen: Die Häufigkeit der Delikte war in Deutschland zunächst steigend. Nach kleineren Schwankungen verdoppelte sie sich jedoch zwischen 2008 und 2015. Bis 2021 fielen die Zahlen so schnell, wie sie zuvor angestiegen waren, auf das Niveau von 1990 zurück.

## Anzeigebereitschaft
Untersuchungen in den USA zeigten, dass die Anzeigeraten für Vergewaltigung und häusliche Gewalt in den 1970er-Jahren zu steigen anfingen und sich seit Mitte der 1980er substantiell erhöhten. Eine Auswirkung davon war, dass der scheinbare Anstieg von Gewaltkriminalität in den 1970ern und 1980ern überschätzt und der neuere Rückgang substantiell unterschätzt wurde.
Analysen ergeben, dass, wenn das geänderte Anzeigeverhalten mit einbezogen wird, nichttödliche Gewaltkriminalität zwischen 1991 und 2005 in den USA um 51 % sank, während die Polizeidaten nur einen 27-prozentigen Rückgang zeigen. Ähnliche Muster einer erhöhten Anzeigebereitschaft wurden auch in England und Wales sowie Skandinavien dokumentiert, weitere Staaten, in denen es seit langem jährliche Viktimisierungsstudien gibt.
Zumindest in westlichen Gesellschaften wurde die Bevölkerung viel weniger tolerant gegenüber Gewalt in Beziehungen, Gewalt gegen Frauen und Sexualdelikten generell. Bei manchen Arten von Vorfällen wurde die Wahrscheinlichkeit, dass sie offiziell als Vergehen registriert wurden, größer, weil einerseits die Polizei Kritik an sich wegen Gefühllosigkeit vorbeugen wollte und andererseits die Polizei selbst Teil der Gesellschaft ist und unvermeidlich ebenfalls von der veränderten Kultur betroffen ist.
Der kulturelle Toleranzlevel änderte sich zumindest seit den 1960ern. Verhalten, das heute der Polizei gemeldet wird, wurde früher oft als sozial inakzeptabel betrachtet, aber nicht als kriminell.
Bei personenbezogenen Opfererlebnissen lag die Anzeigequote 2018/2019 in Deutschland unter 50 %, bei haushaltsbezogenen zwischen 50 und 100 %. Die niedrigsten Anzeigequoten der Befragungen lagen mit 10 % bei Betrug, die höchsten mit annähernd 100 % bei Kraftfahrzeugdiebstahl.

## Erklärungsversuche
Es gibt bisher keine abschließende Erklärung dafür, warum Kriminalitätsraten fallen.  Zwar wurde eine Vielzahl von Ansätzen untersucht, die meisten jedoch von anderen Kriminologen als wenig plausibel verworfen. Im Folgenden werden von Kritikern weniger angegriffene Erklärungsversuche dargestellt.

### Kriminalitätsrückgang als Nebeneffekt des Zivilisationsprozesses
Ein unter Kriminologen verbreiteter Versuch führt zu Norbert Elias und seinem Werk Über den Prozeß der Zivilisation, der zumindest Teile einer plausiblen Erklärung liefern kann.
Danach entsteht das zunehmend zivilisierte Verhalten aus einem Zusammenspiel zweier struktureller Kräfte. Die erste sei die seit Jahrhunderten andauernde Ausweitung des staatlichen Gewaltmonopols, das zu einer zunehmenden Verhaltenskontrolle führe. Die zweite Kraft sei die wachsende gegenseitige Abhängigkeit über den Markt und den Kapitalismus. Dabei würden friedliche Transaktionen honoriert und lägen im Eigeninteresse. Als Ergebnis erwarten Forscher, die von Elias beeinflusst sind, eine zunehmende Sensibilität gegen Gewalt, eine Abnahme von strengen und grausamen Bestrafungen sowie einen Rückgang zwischenmenschlicher Gewalt.
In Anbetracht des beobachteten Kriminalitätsanstiegs in der zweiten Hälfte des 20. Jahrhunderts schlagen Anhänger von Elias’ Theorie vor, dies als kurzfristige Abweichung im Sinne eines Dezivilisationsprozesses zu beschreiben. Allerdings ist nicht klar, wie mit Elias ein solcher Dezivilisationsprozess erklärt werden soll, mitten in sich ausweitenden Staaten, wachsender gegenseitiger Abhängigkeit und relativem Frieden. Manuel Eisner schlägt nun folgende theoretische Perspektive vor, die mehr auf Max Weber als auf Elias basiert. In seinem Werk Die protestantische Ethik und der Geist des Kapitalismus beschreibe Weber den Begriff Lebensführung, der Arbeit, Politik, Glaube, Bildung und den individuellen Charakter umfasse. Dieses Modell der Lebensführung würde verstärkt und stabilisiert durch Institutionen wie Schule, Familie, Kirche und Bürokratie. Durch dieses Modell der Lebensführung würden enorme Kräfte freigesetzt, die die Details der täglichen Aktionen und die Bahnen des ökonomischen Lebens formen.
In einem ähnlichen Sinn beschreibt Eisner die wesentlichen Verschiebungen des Ausmaßes zwischenmenschlicher krimineller Gewalt der letzten 160 Jahre mit großen Veränderungen in Europa und einem gemeinsamen kulturellen Modellen davon, was eine wünschenswerte und gute Lebensführung ausmacht. Von diesen würde es heißen, dass sie das Ausmaß zwischenmenschlicher Gewalt durch ihren Einfluss auf Muster der Sozialisierung sowie Erwartungen an adäquate Interaktionen in alltäglichen Situationen, besonders im öffentlichen Raum, beeinflussen.
Als Erklärung für den Kriminalitätsanstieg zwischen den 1950er- und 1990er-Jahre wird Francis Fukuyama konkreter. Nach seiner Darstellung brachte das Nachkriegs-Wirtschaftswachstum Wohlstand und Frieden in den 1950ern. Dann kamen allerdings in kurzer Folge die Dekolonialisierung eines Großteils Afrikas, der Karibik sowie Teilen Südamerikas und des Mittleren Ostens; der Vietnamkrieg und die Jugendrevolten der 1960er; die Zivil-, Frauen- und Homosexuellenrechtsbewegungen; ökonomische Transformationen inklusive der Ölpreiskrise der 1970er; massive ökonomische Restrukturierungen und die Globalisierung sowie enorme Zunahmen von Migration zwischen Staaten. Im Nachhinein sei das alles zu viel gewesen, um absorbiert zu werden.

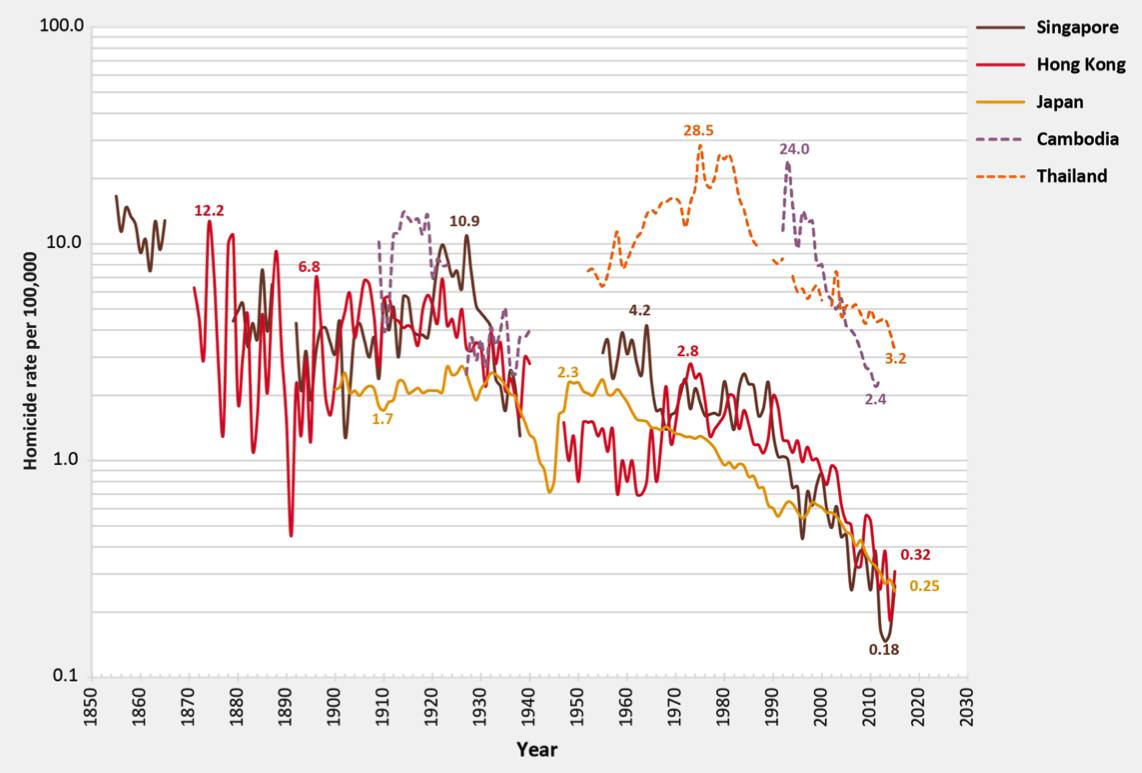
Langzeitiger Rückgang von Morden in ostasiatischen Ländern

In vielen ostasiatischen Ländern fielen die Raten relativ gleichmäßig und parallel seit den 1960er Jahren. Das UNODC erklärt das mit dem spezifisch ostasiatischen Entwicklungsmodell, das auf Gewissenhaftigkeit und Selbstdisziplin setzt, verbunden mit der Förderung von Allgemeinbildung, einem hohen Grad regulatorische Eingriffe des Staates in Investitionen und ökonomischer Entwicklung, sowie einer effektiven öffentlichen Verwaltung.

### Die Sicherheitshypothese
In den frühen 2010er Jahren leistete Graham Farrell, Professor an der University of Leeds, mit Entwicklung der Sicherheitshypothese (engl. security hypothesis) einen Beitrag zur Erklärung des Kriminalitätsrückgangs. Allerdings fokussiert sie nur auf die Westliche Welt und auf den Zeitraum seit den frühen 1990er Jahren.
Nach der Sicherheitshypothese führt der technische Fortschritt zum deutlichen Rückgängen bei Vermögensdelikten wie Kraftfahrzeugdiebstahl (Zentralverriegelung, Wegfahrsperre), Wohnungseinbrüchen (Einbruchshemmende Fenster, bessere Schlösser, bewegungsmeldergesteuerte Beleuchtung), Überfälle auf Bus- und Taxifahrer (Überwachungskameras, weniger leicht zugängliches Bargeld), Bankraub (Kombination vieler Maßnahmen).
Auf die Sicherheitshypothese aufbauend, entwickelte Farrell einen ökologischen Ansatz, die Schlüsselsteinhypothese (engl. keystone crime hypothesis). Nach ihr führt der Wegfall dieser Schlüsselsteine zum Wegbrechen der von den Vermögensdelikten abhängigen Taten. Gestohlene KFZ wurden demnach häufig für andere Straftaten verwendet, wie Einbrüche und Raubüberfälle. Durch das Erschweren von Kfz-Diebstahl werden auch solche abhängigen Straftaten reduziert. Kriminalitätskarrieren hatten häufig ihre ökonomische Grundlage in Einbrüchen und Überfällen. Wenn diese wegfallen, werden weitere Straftaten wie Körperverletzungen weniger begangen.
Nach Farrell kann ein Faktor beim Rückgang häuslicher Gewalt auch das erschwerte Eindringen in Wohnungen, wie in die einer getrennt lebenden Ehepartnerin, sein. Darüber hinaus seien Täter häuslicher Gewalt häufig keine Spezialisten, sondern auch Täter anderer Straftaten. Wenn Personen weniger Erfahrung mit dem Brechen von Regeln in einem Kriminalitätsbereich haben, würden sie auch weniger andere Regeln brechen, beziehungsweise auch weniger andere Straftaten begehen. Farrell erweitert diese Hypothese auch zur Erklärung des Rückgangs bei sexuellem Missbrauch von Kindern.

## Beeinflussbarkeit durch die Politik
Viele Autoren betonen, dass die der Kriminalitätsentwicklung zugrundeliegenden Mechanismen unbekannt sind. Die weiter oben genannten theoretischen, soziologischen Mechanismen sind lediglich plausibel klingende Hypothesen. Damit stellt sich die Frage, welchen Einfluss politische Entscheidungen haben.
Das Büro der Vereinten Nationen für Drogen- und Verbrechensbekämpfung (englisch United Nations Office on Drugs and Crime, UNODC) sucht nun Lösungen und wählt einen pragmatischen Ansatz. Es erforscht Veränderungen der Kriminalität in unterschiedlichen Staaten und stellt sie gesellschaftlichen und politischen Veränderungen in denselben Zeiträumen gegenüber. Aus diesen Vergleichen werden Faktoren identifiziert, die die Kriminalitätsentwicklung positiv oder negativ beeinflussen. Auch solche Faktoren werden benannt, die unterstellte Wirkungen haben, jedoch keine messbaren Effekte zeigten. Das UNODC betont dabei, dass diese Wissenschaft noch in den Kinderschuhen stecke. Erklärtes Ziel ist die Politikberatung. Sie soll helfen, das UN-Ziel 16 für eine nachhaltige Entwicklung zu erreichen, das auch enthält, die Kriminalität im Welt-Durchschnitt bis 2030 signifikant zu verringern.

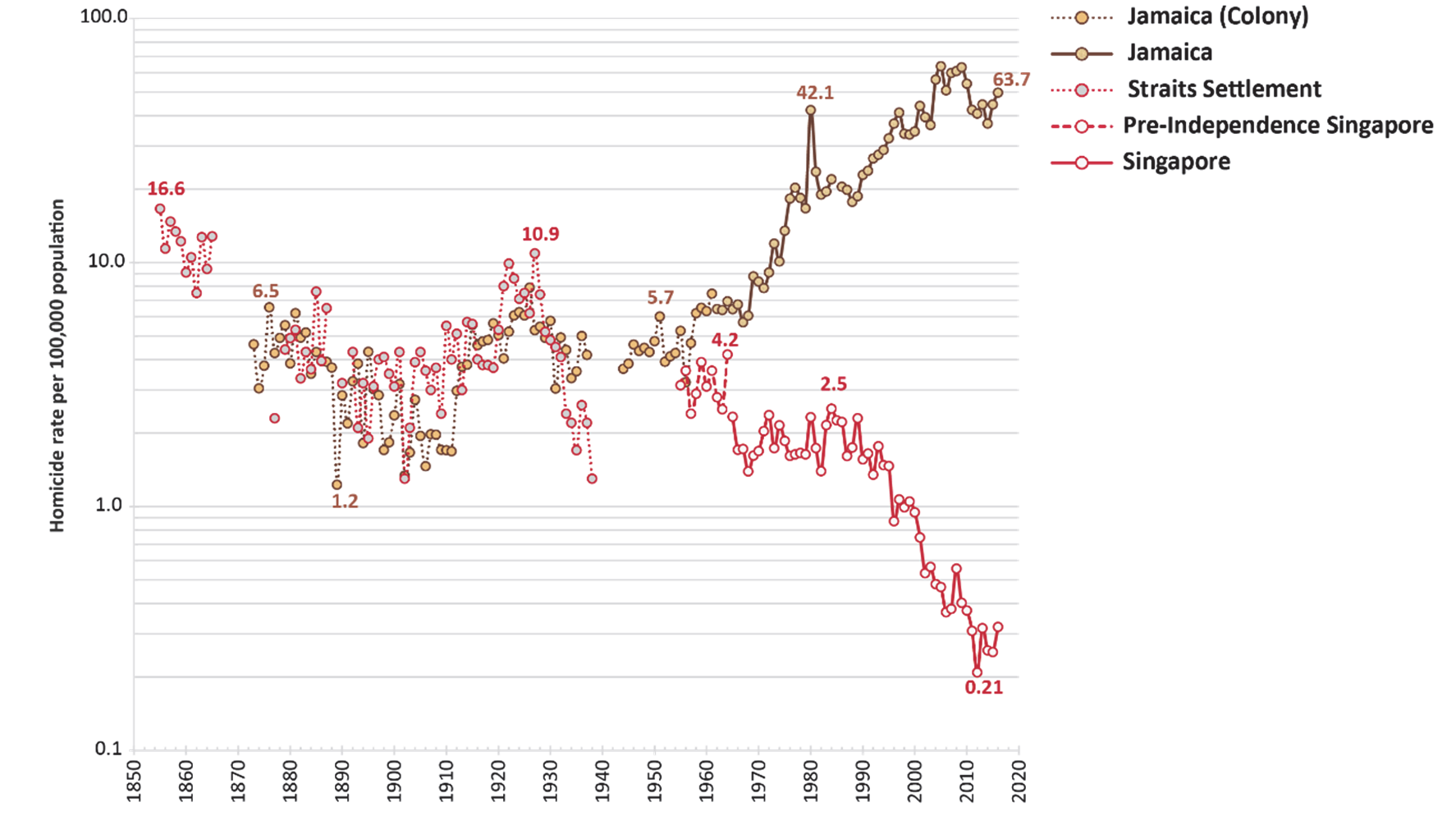
Langfristige Trends der Mordraten in Jamaika und Singapur, 19. Jahrhundert bis heute. (Die Straits Settlements waren ein Kolonienverbund, der auch Singapur umfasste)

Beispiele für politische Einflüsse sind Jamaika und Singapur. Diese zwei tropischen, multiethnischen Inselstaaten haben Bevölkerungszahlen in derselben Größenordnung und liegen auf dem Globus genau gegenüber. Auch auf der Staatenliste sortiert nach Tötungsraten liegen sie an den gegenüberliegenden Extremen. Das war nicht immer so. Beide Staaten waren britische Kolonien und ähnelten sich in vielen Aspekten. Aus dieser Zeit stammt auch ihr von England übernommenes politisches und juristisches System. Das Entwicklungsniveau beider Staaten war vergleichbar.
Auch die Tötungsraten (als Index für die Kriminalität insgesamt, siehe oben) entwickelten sich parallel bis kurz vor der Unabhängigkeit, die in beiden Staaten in den frühen 1960ern erreicht wurde. Die Tötungsraten lagen damals bei vier bis fünf pro 100.000 Einwohner. Noch vor Erreichung der Souveränität begann die Auseinanderentwicklung. Die Kriminalität nahm in Jamaika zu und in Singapur ab. In Jamaika stieg die Rate bis auf über 60 in den 2000ern. In Singapur stagnierte sie bis in die 1990er bei ca. zwei pro 100.000, um dann auf 0,2 bis 0,3 zu fallen. 2017 waren das 11 Tötungsdelikte in Singapur und 1.647 in Jamaika.
Die relativ neue Auseinanderentwicklung der beiden Staaten macht es unwahrscheinlich, dass die Ursachen in Jahrhunderte alten Faktoren wie der Vergangenheit mit Sklaverei in Jamaika liegen. Das UNODC sieht die Kriminalitätsentwicklung mehr von indirekten Faktoren beeinflusst als von auf Kriminalität abzielenden politischen Maßnahmen. Im Fall von Jamaika habe die unheilvolle Entwicklung bereits in den 1940ern und 1950ern begonnen, als politische Führer ihre Unterstützer in Schlüsselpositionen brachten und Wählerstimmen kauften. Besonders in Kingston hätten sich Gegenden unter der Herrschaft von Führern entwickelt, die mit politischen Parteien verbunden waren. Diese Führer hätten Bürgerwehren entwickelt, die Gewalt gegen politische Gegner ausübten und den eigenen Einwohnern Schutz bieten sollten.
Die Bürgerwehren hätten die Kerne der Drogengangs der 1980ern und 1990ern gebildet. In diesem Milieu hätten kriminelle Organisationen aufgeblüht. Die Polizei erlebte eine Legitimitätskrise. Es entstand eine gewalttätige Selbsthilfe und ein Zynismus gegenüber dem Rechtssystem. Die hoch politisierte Verwaltung hätte den jamaikanischen Staat behindert, Gewaltprävention, Städteplanung, Sozialpolitik und Resozialisierungsprogramme anzugehen.
Als wesentliche Ursache, die zu dem großen Kriminalitätsrückgang in Singapur führte, nennt das UNODC die Politik des Landes, die eng mit dem ersten Präsidenten Lee Kuan Yew verbunden ist. Konkret genannt werden die Förderung der Rechtsstaatlichkeit, Korruptionsbekämpfung, eine leistungsorientierte Verwaltung mit wettbewerbsfähiger Bezahlung, strategische Investitionen in Allgemeinbildung und in ein Gesundheitssystem sowie sozialer Wohnungsbau, um soziale Ausgrenzung zu minimieren. Außerdem seien Werte-Strategien eingeführt worden, die harte Arbeit, sozialen Zusammenhalt und gegenseitigen Respekt fördern. Es sei auch möglich, dass gezielte Maßnahmen zur Kriminalitätsbekämpfung eine Rolle gespielt hätten, wie Law and Order und Resozialisierungsprogramme.
Als wirkungsloses Instrument identifizierte das UNODC beispielsweise die Todesstrafe. Singapur hatte eine der höchsten Exekutionsraten der Welt. Zwischen 1994 und 2004 wurde die Todesstrafe häufig verhängt, führte jedoch zu keiner anderen Entwicklung der Mordraten als in Hongkong, wo die Todesstrafe bereits 1993 abgeschafft wurde. Beide Staaten hatten in diesem Zeitraum ähnlich fallende Raten.
Grundsätzlich werden vom UNODC zur Bekämpfung von Kriminalität eine verantwortungsbewusste Regierungsführung, Rechtsstaatlichkeit und ein konsistentes Verhältnis zwischen Staat und Zivilgesellschaft als förderlich hervorgehoben. Es ist fragwürdig, wie weit nationale Politik allein für eine spezifische Kriminalitätsentwicklung verantwortlich ist. Veränderungen von Werten, soziale und gesellschaftliche Prozesse, aber auch grenzüberschreitende Kriminalität wirken auch in die Nachbarstaaten.
So liegt der Karibikstaat Jamaika in der Region der Erde mit den höchsten Mordraten und der einzigen Weltregion mit dokumentiertem Anstieg der Kriminalität in den letzten Jahrzehnten. Der grenzüberschreitende Drogenhandel intensiviert dort die fatale Verbundenheit. Ein positives Beispiel sind Singapur, Thailand, Kambodscha, Hongkong, China und Japan. In diesen asiatischen Staaten gehen die Kriminalitätsraten seit Jahrzehnten zurück. In westlichen Staaten ist die kulturelle Verbundenheit offensichtlich und ein jahrhundertelanger, paralleler Kriminalitätsrückgang gut dokumentiert.

## Einfluss internationaler Strategien
Im Zentrum einer Konferenz der Universität Cambridge zusammen mit der Weltgesundheitsorganisation (WHO) 2014 stand die Frage, wie interpersonelle Gewalt auf globaler Ebene in den nächsten 30 Jahren um weitere 50 % reduziert werden kann. Ein Ergebnis war, dass dieses Ziel erreichbar ist, wenn politische Entscheidungsträger wissenschaftlich fundierte Methoden umsetzen. Auch sei die angestrebte Größenordnung nicht unrealistisch, ja sogar eher konservativ, da beispielsweise die Anzahl der Morde seit den 1990er-Jahren bereits um 70 % gefallen sind.
Inzwischen sind systematische Reduktion von Gewalt Teil des Programms internationaler Organisationen. WHO und Vereinte Nationen konzentrieren sich dabei auf die Unterstützung weniger entwickelter Staaten, in denen die Gewalt-Raten noch vergleichsweise hoch liegen.
Bei den Vereinten Nationen fand die Förderung von gerechten, friedlichen und inklusiven Gesellschaften als Ziel 16 Eingang in die Ziele einer nachhaltigen Entwicklung. Wichtige Themenbereiche sind dabei Gewalt gegen Kinder, Menschenhandel und sexuelle Gewalt.

## Entwicklung in einzelnen Staaten

### Deutschland
- Diagrammdaten:
- Definition |
- Rohdaten |
- Hilfe

Die deutsche Polizeiliche Kriminalstatistik weist einen Höhepunkt der Straftaten insgesamt im Jahr 1993 mit 8.337 Anzeigen pro 100.000 Einwohner aus. Seither sanken die Häufigkeitszahlen um 27 % auf 6.070 (2021). Die Häufigkeit von Diebstahl gingen im selben Zeitraum um 65 % zurück, von 5.126 Fällen pro 100.000 Einwohner auf 1.784.
Bei Gewaltkriminalität zeigt sich ein etwas anderes Bild. Der Höhepunkt der Anzeigen war nicht 1993, wie in vielen anderen Kriminalitätsbereichen, sondern 2007 mit rund 218.000 Fällen. Das entsprach 265 Fällen pro 100.000 Einwohner. Über die folgenden 14 Jahre sank die Häufigkeit gleichmäßig um 25 % bis zu einem Tiefpunkt während der durch Maßnahmen geprägten Pandemiejahre auf 198 im Jahr 2021. Der Kriminologe Michael Tonry erklärt zeitliche Verzögerungen in manchen Staaten mit einem dort im Vergleich zu den USA späteren Absinken des gesellschaftlichen Toleranzlevels.
In den beiden Folgejahren nach den Tiefpunkt 2021 stiegen die Fallzahlen der Gewaltkriminalität wieder steil auf 254 im Jahr 2023 an, was dem Niveau von 2009 entspricht. Den Anstieg 2022 und 2023 erklärt das BKA mit der wieder zugenommenen Mobilität, erhöhte psychische Belastung als Folge der Corona-Maßnahmen, der inflationsbedingt angespannteren wirtschaftlichen Lage, sowie umfangreiche Zuwanderung Geflüchteter.
Für Vergleiche der Gewaltneigung über lange Zeiträume und große räumliche Distanzen hinweg wird die Rate der Tötungsdelikte als Index verwendet. Deutschland kam hierbei 2017 auf einen Fall pro 100.000 Einwohner, was dem Durchschnitt in Westeuropa entspricht. In der ersten Hälfte der 1990er-Jahre lag der Wert noch bei 1,7. Der Durchschnitt in Gesamt-Europa lag 2017 bei 3 Fällen pro 100.000 Einwohner, der globale Durchschnitt bei 6,1. Ostasiatische Staaten liegen durchschnittlich bei 0,6, Singapur bei nur 0,2 Fällen pro 100.000 Einwohner.

### England und Wales

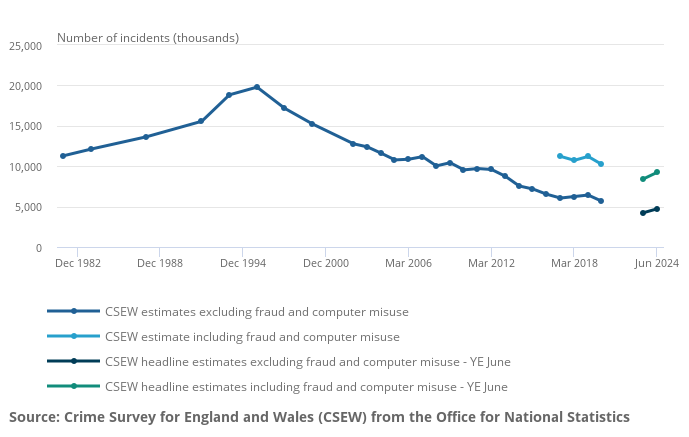
Kriminalitätsopfer in England und Wales von 1982 bis 2016. Angaben in 1000 Fälle.

In England und Wales führt das nationale Statistikbüro seit 1982 in regelmäßigen Abständen die Viktimisierungsstudie Crime Survey for England and Wales durch. Zufällig ausgewählte Personen werden dabei befragt, ob und gegebenenfalls in welcher Form sie im vergangenen Jahr Kriminalitätsopfer geworden sind.
Ein Vorteil von Viktimisierungsstudien gegenüber Polizeistatistiken ist, dass auch das Dunkelfeld betrachtet wird. Bei der Analyse langjähriger Trends kann sich jedoch der sich verändernde, gesellschaftliche Toleranzlevel verfälschend auswirken. Vor allem Fälle von Körperverletzung und sexuelle Übergriffe werden heute eher als kriminell eingestuft als noch vor Jahrzehnten.
Der zeitliche Verlauf zeigt einen gleichmäßigen Anstieg bis zum Höhepunkt 1995. Danach fielen die Zahlen annähernd kontinuierlich. Unter Ausschluss von Kreditkartenbetrug und Computerbetrug gingen die Opferzahlen von 1995 bis 2019 insgesamt um 68 % zurück. Der Rückgang bei Gewaltkriminalität lag bei 70 %, der bei Raub bei 48 % und der bei Diebstahl bei 68 %.

### Österreich

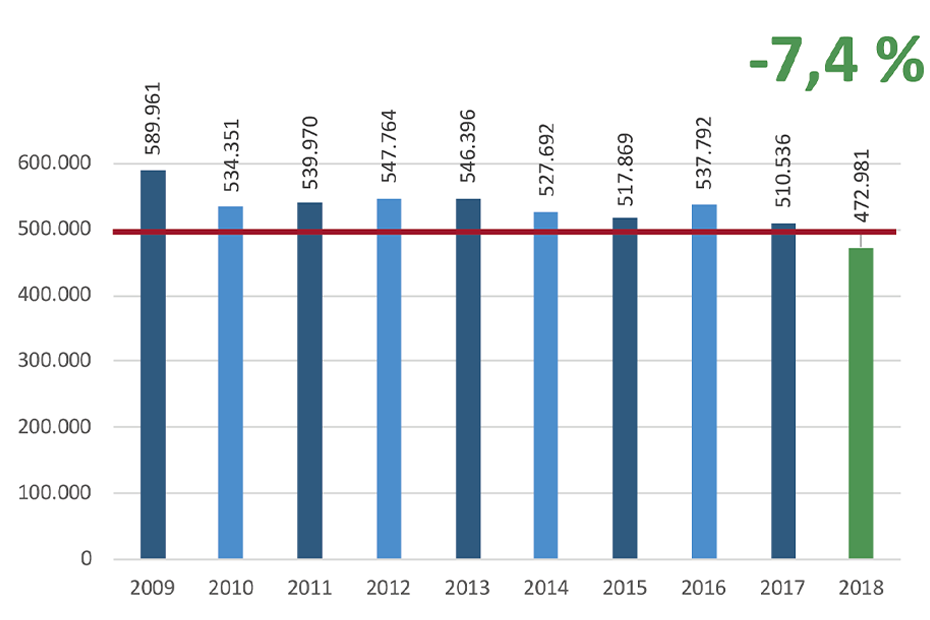
Entwicklung der Gesamtkriminalität in Österreich von 2009 bis 2018

„Österreich ist so sicher wie noch nie“, sagt das österreichische Innenministerium in der Polizeilichen Kriminalstatistik (PKS) 2018. Die in der PKS ausgewerteten Daten reichen jedoch nur bis zum Beginn der elektronischen Auswertung im Jahr 2000 zurück. Die Staaten der westlichen Welt hatten jedoch einen Tiefpunkt der Kriminalitätsraten in den 1950er-Jahren, der möglicherweise auch in alten Statistiken Österreichs sichtbar wird.
Für Vergleiche der allgemeinen Gewaltneigung über lange Zeiträume und große räumliche Distanzen hinweg wird die Rate der Tötungsdelikte als Index verwendet. Österreich kam hierbei 2016 auf 0,7 Fälle pro 100.000 Einwohner. Ein Höhepunkt war 1991 mit 1,3 Fällen. Die heutigen 0,7 Fälle liegen unter dem Durchschnitt in Westeuropa, der bei eins liegt. Der Durchschnitt in Gesamt-Europa lag bei 3 Fällen pro 100.000 Einwohner, der globale Durchschnitt bei 6,1. Ostasiatische Staaten liegen durchschnittlich bei 0,6, Singapur bei nur 0,2 Fällen pro 100.000 Einwohner.
Detaillierte, flächendeckende Daten werden seit 2001 in der PKS veröffentlicht. 2018 wurden erstmals weniger als 500.000 angezeigte Delikte erfasst. Die Aufklärungsquote stieg auf einen Rekord von 52,5 %. In wesentlichen Deliktsfeldern wie Einbruchsdiebstählen in Wohnungen und Wohnhäusern, Kfz-Diebstählen sowie Taschen- und Trickdiebstählen, die als Formen der Kriminalität einen wesentlichen Einfluss auf das Sicherheitsgefühl der Menschen haben, ist die Zahl der Anzeigen deutlich rückläufig.
Zudem wird international von einer steigenden Anzeigebereitschaft beziehungsweise einer sich verringernden Dunkelziffer ausgegangen, vor allem bei Gewalt gegen Frauen. Deshalb kann davon ausgegangen werden, dass die Kriminalität insgesamt noch stärker zurückgeht als aus Polizeistatistiken ersichtlich.

### Singapur
Im weltweiten Vergleich hat Singapur heute extrem niedrige Kriminalitätsraten. Bei der international vereinheitlicht dargestellten Tötungsrate als Index lag Singapur 2017 bei nur 0,2 Fällen pro 100.000 Einwohner. Deutschland kam hierbei auf einen Fall, was dem Durchschnitt in Westeuropa entspricht. Der Durchschnitt in Gesamt-Europa lag bei 3 Fällen pro 100.000 Einwohner, der globale Durchschnitt bei 6,1.
Für eine ausführliche Darstellung des Kriminalitätsrückgangs von Singapur siehe Beeinflussbarkeit durch die Politik.

### Südafrika

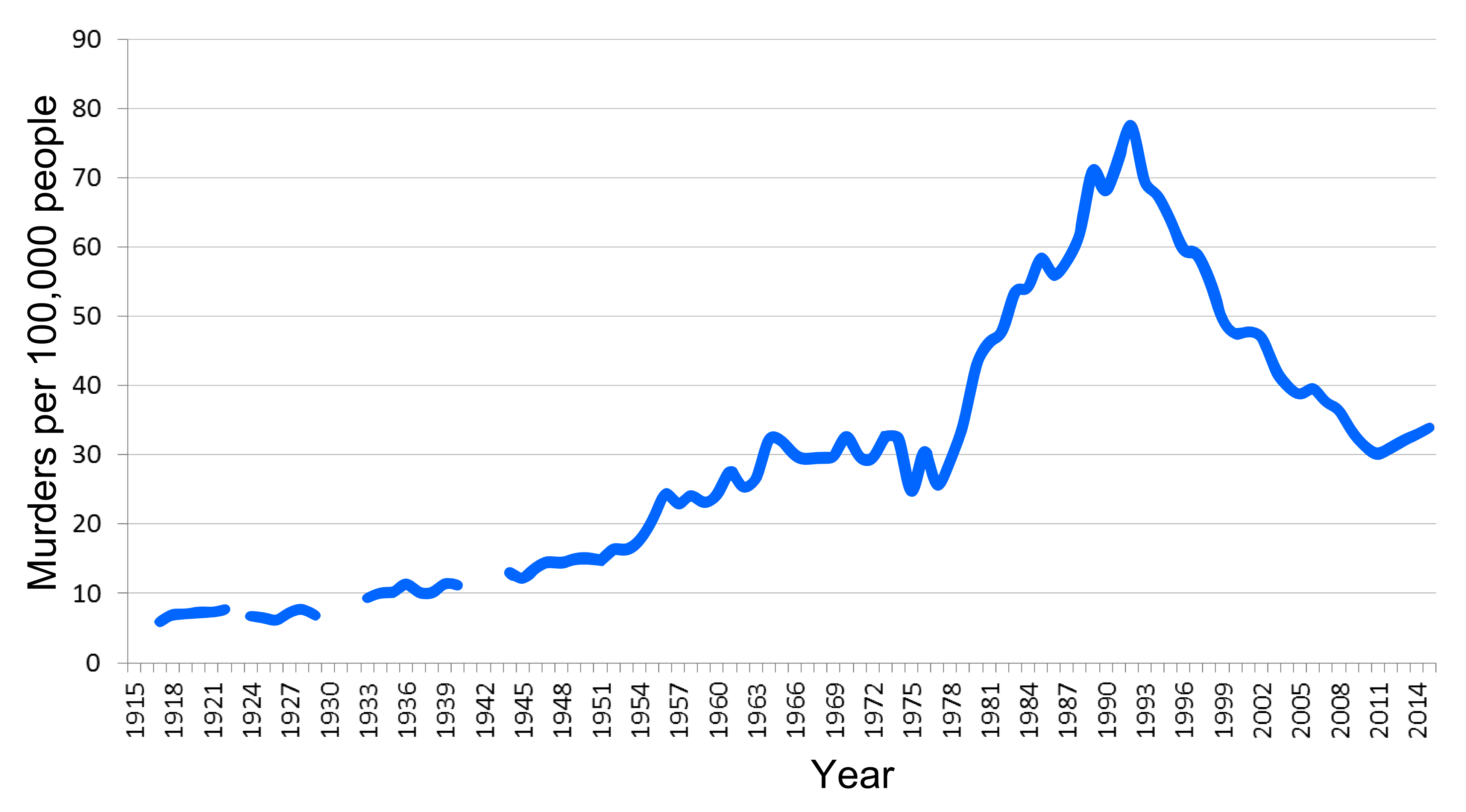
Rate der Tötungsdelikte in Südafrika. Die Werte im 20sten Jahrhundert sind vermutlich zu niedrig geschätzt.

Südafrika gehörte bis etwa 2006 zu den Ländern mit den höchsten Kriminalitätsraten. Im Gegensatz zu häufigen Darstellungen handelt es sich bei den hohen Raten nicht um ein Post-Apartheids-Phänomen. Das Diagramm zeigt einen Anstieg der Rate der Tötungsdelikte von unter 10 pro 100.000 Einwohner bis in die 1930er-Jahre auf 30 bis 1965, wo sie bis 1980 blieben. Danach stiegen die Raten in nur 13 Jahren auf ca. 80 (1993). Bis 2011 fiel sie wieder auf 30.
Die im Diagramm dargestellten Werte im 20. Jahrhundert sind wegen fehlender Daten und juristischer Uneinheitlichkeiten vermutlich wesentlich zu niedrig angesetzt. Allerdings lag die Rate in Südafrika mindestens seit den 1920ern über dem Welt-Durchschnitt. Zumindest Teile des Anstiegs werden der Apartheidspolitik zugeschrieben, die Menschen gewaltsam aus kommunalen und sozialen Beziehungen riss sowie politische Konflikte auslöste. Damit wurden Faktoren verändert, die einen Einfluss auf das Kriminalitätsniveau haben.
1994 gab es annähernd 26.000 Tötungsdelikte oder 63 pro 100.000 Einwohner. Bis 2017/18 (Ende März 2018) sank die jährliche Zahl auf reichlich 20.000 beziehungsweise 36 pro 100.000, was fast einer Halbierung der Rate entspricht. Als wichtigster Grund für die Veränderungen wird die verringerte Verfügbarkeit von Schusswaffen angeführt, als zweitwichtigster Verbesserungen der Politik. Von 2011 bis 2017 stieg die Rate von 30 auf 36 pro 100.000 Einwohner an. Als Ursache werden eine wieder bessere Verfügbarkeit von Schusswaffen durch korrupte Polizeibeamte sowie Unruhen der frustrierten Bevölkerung angeführt.
Im Gegensatz zum zeitlichen Verlauf der Rate der Tötungsdelikte gab es bei schwerer Kriminalität insgesamt nur einen minimalen Anstieg nach 2011. Nach 2013 fiel diese Rate jedoch stark ab und erreichte Tiefstwerte.

### Vereinigte Staaten

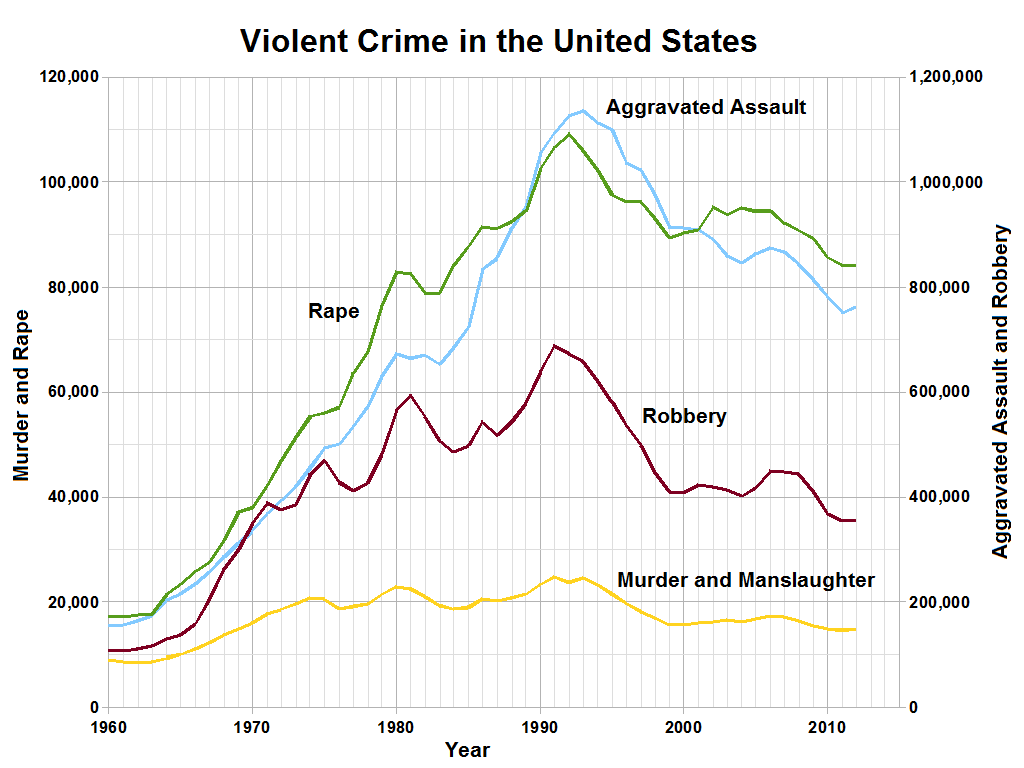
Fälle von Gewaltkriminalität seit 1960. Übersetzungen: Aggravated Assault=Schwere Körperverletzung, Rape=Vergewaltigung, Robbery=Raub, Murder and Manslaughter=Mord und Totschlag

Laut dem FBI Uniform Crime Reporting geht die Kriminalitätsrate in den Vereinigten Staaten seit den frühen 1990er-Jahren zurück. Gewaltkriminalität erreichte ihren Höhepunkt 1991 mit 758 Fällen pro 100.000 Einwohner. Im Jahr 2000 waren es 507, 2010 405 und 2018 nur noch 381 Fälle.
Die Vereinigten Staaten erlebten – wie auch zumindest alle wohlhabenden Staaten der westlichen Welt – seit Anfang der 1990er einen Kriminalitätsrückgang, vor allem bei Diebstahl und Gewaltkriminalität, nachdem es einen Anstieg zwischen den frühen 1960ern und den frühen 1990ern gab. Das Diagramm zeigt dies deutlich.
Für Vergleiche der Gewaltneigung über lange Zeiträume und große räumliche Distanzen hinweg wird die Rate der Tötungsdelikte als Index verwendet. Die Vereinigten Staaten kamen hierbei 2017 auf 5,3 Fälle pro 100.000 Einwohner. Ein Höhepunkt war 1991 mit 9,7 Fällen. Die heutige Rate von 5,3 liegt weit höher als die von Deutschland, die bei eins liegt. Der Durchschnitt in Europa sind 3 Fällen pro 100.000 Einwohner, der globale Durchschnitt bei 6,1. Ostasiatische Staaten liegen durchschnittlich bei 0,6, Singapur bei nur 0,2 Fällen pro 100.000 Einwohner.